# Mistrzostwa Świata w Kolarstwie Przełajowym 2006
57. Mistrzostwa Świata w Kolarstwie Przełajowym 2006 odbyły się w holenderskiej miejscowości Zeddam, w dniach 28 - 29 stycznia 2006 roku.

## Medaliści
| Konkurencja:                | Złoto:          | Czas      | Srebro:           | Czas     | Brąz:                | Czas     |
| Klasyfikacja mężczyzn       |                 |           |                   |          |                      |          |
| Elite (29 stycznia 2006)    | Erwin Vervecken | 1:05:40 h | Bart Wellens      | + 0:02 m | Francis Mourey       | + 0:02 m |
| U-23 (28 stycznia 2006)     | Zdeněk Štybar   | 51:01 m   | Lars Boom         | + 0:00 m | Niels Albert         | + 0:02 m |
| Juniorzy (28 stycznia 2006) | Boy van Poppel  | 38:03 m   | Robert Gavenda    | + 0:03 m | Tom Meeusen          | + 0:09 m |
| Klasyfikacja kobiet         |                 |           |                   |          |                      |          |
| Elite (29 stycznia 2006)    | Marianne Vos    | 39:14 m   | Hanka Kupfernagel | + 0:00 m | Daphny van den Brand | + 0:52 m |

## Szczegóły

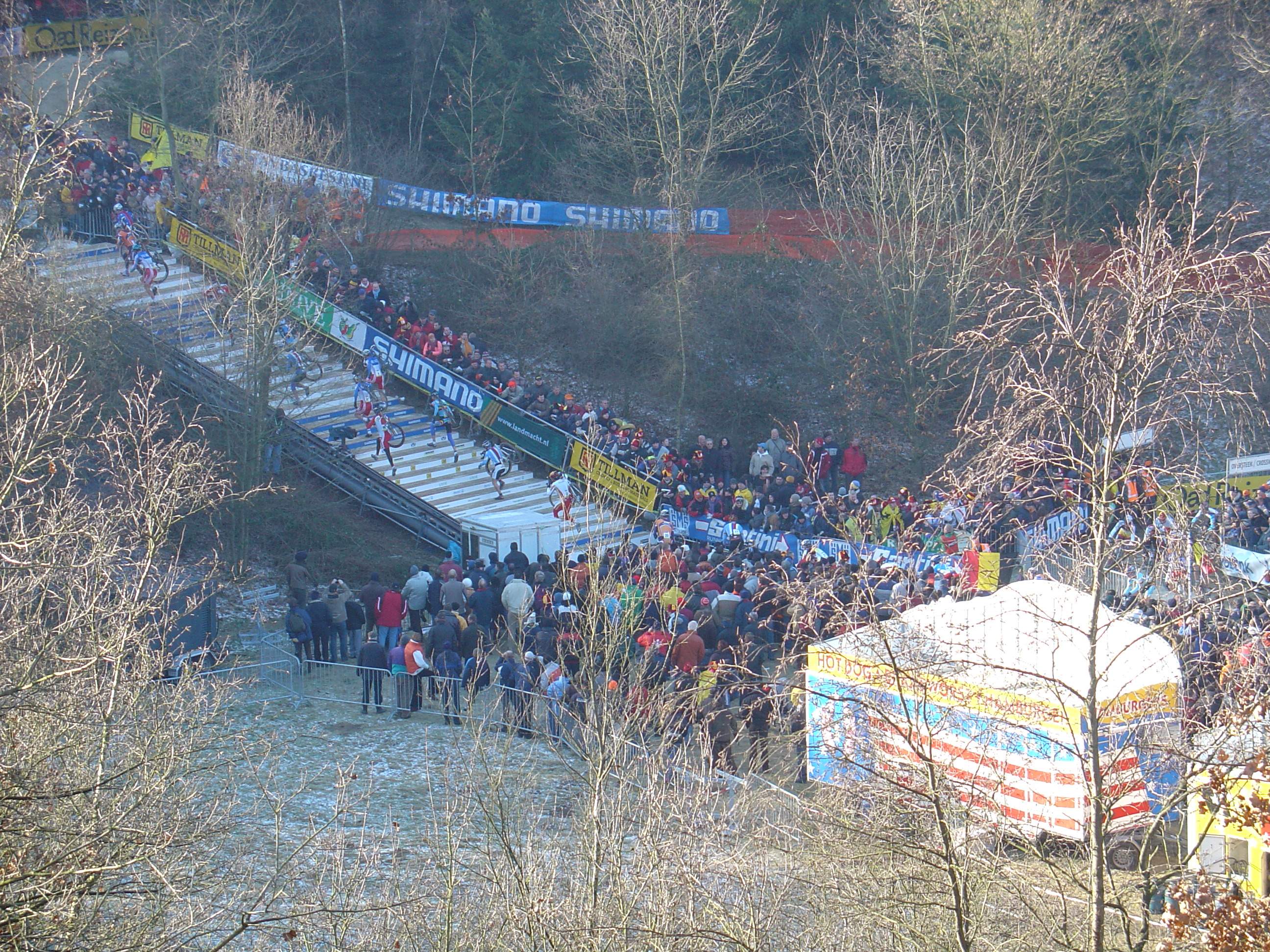
Kawałek trasy wyścigu

### Zawodowcy
| Medal | Zawodnik         | Narodowość        | Czas      |
| ----- | ---------------- | ----------------- | --------- |
|       | Erwin Vervecken  | Belgia            | 1:05:40 h |
|       | Bart Wellens     | Belgia            | + 0:02    |
|       | Francis Mourey   | Francja           | + 0:02    |
| 4     | Steve Chainel    | Francja           | + 0:12    |
| 5     | Tom Vannoppen    | Belgia            | + 0:15    |
| 6     | Kamil Ausbuher   | Czechy            | + 0:19    |
| 7     | Enrico Franzoi   | Włochy            | + 0:32    |
| 8     | Gerben de Knegt  | Holandia          | + 0:46    |
| 9     | Vladimír Kyzivát | Czechy            | + 0:49    |
| 10    | Jonathan Page    | Stany Zjednoczone | + 0:50    |

### U-23
| Medal | Zawodnik              | Narodowość | Czas    |
| ----- | --------------------- | ---------- | ------- |
|       | Zdeněk Štybar         | Czechy     | 51:01 m |
|       | Lars Boom             | Holandia   | + 0:00  |
|       | Niels Albert          | Belgia     | + 0:02  |
| 4     | Marco Aurelio Fontana | Włochy     | + 1:03  |
| 5     | Lukas Flückiger       | Szwajcaria | + 1:08  |
| 6     | Sebastian Langeveld   | Holandia   | + 1:25  |
| 7     | Romain Villa          | Francja    | + 1:31  |
| 8     | Jempy Drucker         | Luksemburg | + 1:32  |
| 9     | Dieter Vanthourenhout | Belgia     | + 1:37  |
| 10    | Paul Voss             | Niemcy     | + 1:38  |

### Juniorzy
| Medal | Zawodnik              | Narodowość        | Czas    |
| ----- | --------------------- | ----------------- | ------- |
|       | Boy van Poppel        | Holandia          | 38:03 m |
|       | Robert Gavenda        | Słowacja          | + 0:03  |
|       | Tom Meeusen           | Belgia            | + 0:09  |
| 4     | Yannick Martinez      | Francja           | + 0:14  |
| 5     | Sascha Weber          | Niemcy            | + 0:20  |
| 6     | David Menger          | Czechy            | + 0:20  |
| 7     | Bjorn Selander        | Stany Zjednoczone | + 0:20  |
| 8     | Matthias Flückiger    | Szwajcaria        | + 0:37  |
| 9     | Johim Ariesen         | Holandia          | + 0:38  |
| 10    | Sylwester Janiszewski | Polska            | + 0:38  |

### Kobiety
| Medal | Zawodnik             | Narodowość        | Czas    |
| ----- | -------------------- | ----------------- | ------- |
|       | Marianne Vos         | Holandia          | 39:14 m |
|       | Hanka Kupfernagel    | Niemcy            | + 0:00  |
|       | Daphny van den Brand | Holandia          | + 0:52  |
| 4     | Mirjam Melchers      | Holandia          | + 1:16  |
| 5     | Helen Wyman          | Wielka Brytania   | + 2:22  |
| 6     | Maryline Salvetat    | Francja           | + 2:26  |
| 7     | Nadia Triquet-Claude | Francja           | + 2:29  |
| 8     | Birgit Hollmann      | Niemcy            | + 2:30  |
| 9     | Ann Knapp            | Stany Zjednoczone | + 2:31  |
| 10    | Lyne Bessette        | Kanada            | + 2:40  |

## Tabela medalowa
| Miejsce | Państwo  |   |   |   |   |
| ------- | -------- | - | - | - | - |
| 1.      | Holandia | 2 | 1 | 1 | 4 |
| 2.      | Belgia   | 1 | 1 | 2 | 4 |
| 3.      | Czechy   | 1 | 0 | 0 | 1 |
| 4.      | Niemcy   | 0 | 1 | 0 | 1 |
| 4.      | Słowacja | 0 | 1 | 0 | 1 |
| 6.      | Francja  | 0 | 0 | 1 | 1 |